# Agathe Sochat

a Compétitions nationales et continentales officielles uniquement.

b Matchs officiels uniquement.
Dernière mise à jour le 31 août 2024.
Agathe Gérin née Sochat, née le 21 mai 1995 à Limoges, est une joueuse internationale française de rugby à XV évoluant au poste de talonneuse. Elle joue au Stade bordelais.
Elle est sextuple championne de France, trois fois avec le Montpellier RC et trois fois avec le Stade bordelais.

## Biographie

### Carrière en club
Agache Sochat, née à Limoges et benjamine d'une fratrie de quatre enfants, commence à jouer au rugby à XV à l'USA Limoges à l'âge de 4 ans. À 18 ans, elle rejoint le Stade bordelais ASPTT, puis le Montpellier Rugby Club en 2017. Avec cette équipe, elle est championne de France en 2017, 2018 et 2019.
En 2021, elle quitte le Montpellier RC pour revenir au Stade bordelais.
À la fin de la saison 2022-2023, elle est nommée pour l'Oscar de la meilleure joueuse française aux Oscars du Midi olympique.
Avec son équipe du Stade bordelais elle remporte le championnat de France Élite 1 2022-2023 : elle participe notamment à la finale victorieuse des Lionnes contre le club de Blagnac Rugby le 10 juin 2023, qui clôt une saison de douze victoires en treize matchs. En 2024, elle contribue à la reconquête du titre par le Stade bordelais après avoir participé à la totalité des rencontres du championnat 2023-2024.

### Carrière internationale
Agathe Sochat commence sa carrière internationale avec l'équipe de France en 2016 face à l'Italie.
En 2018, lors du deuxième match du Tournoi des Six Nations, le 10 février au Scotstoun Stadium de Glasgow,  elle marque un essai contre l'Écosse à la 35e minute, match où la France l'emporte 26 à 3. Contre l'Italie, le 24 février au Stade Armand-Cesari de Furiani, elle marque un essai à la 40e minute. La France l'emporte 57 à 0. Lors de la dernière journée du Tournoi, contre le pays de Galles, le 16 mars au stade Eirias Stadium de Colwyn Bay, elle marque un essai à la 56e minute. La France remporte la rencontre sur le score de 38 à 3 et réussit le Grand Chelem.
En novembre 2018, elle fait partie des 24 premières joueuses françaises de rugby à XV qui signent un contrat fédéral à mi-temps. Son contrat est prolongé pour la saison 2019-2020.
En 2022, elle est sélectionnée par Thomas Darracq pour disputer la Coupe du monde en Nouvelle-Zélande. Durant cette compétition, les Françaises sont éliminées par la Nouvelle-Zélande aux portes de la finale (défaite 24-25).
À l'automne 2023, elle fait partie du groupe qui dispute le WXV en Nouvelle-Zélande.
Elle joue la première journée du Six Nations 2025 face à l'Irlande mais touchée au ménisque, elle doit se faire au opérer. Elle ne peut disputer la suite de la compétition, ni la fin du Championnat de France que remporte son équipe du Stade bordelais.

## Vie privée
Agathe Sochat exerce le métier d'ergothérapeute. Alors que la pandémie de Covid-19 survient en France et que la saison sportive est interrompue, elle s'investit auprès du CHU de Montpellier.
Son épouse Adèle et elle sont les mères d'une petite fille née en mars 2022,.

## Palmarès

### En club
- Vainqueur du Championnat de France en 2017, 2018 et 2019 avec le Montpellier Rugby Club et en 2023, 2024 et 2025 avec le Stade bordelais.

### Distinctions
- Retenue par World Rugby dans la « Dream Team féminine de l'année » au poste de n°2 en 2021[22].
- Oscars du Midi olympique :  Oscar féminin 2024[23]